# Rigel
Rigel, β Orionis, latinizováno Beta Orionis (zkráceně Beta Ori nebo β Ori) je nejjasnější hvězda souhvězdí Orionu, modrý veleobr nacházející se ve vzdálenosti přibližně 860 světelných let (260 kpc) od Země. Podle Bayerova označení má písmeno β, ale je převážnou dobu jasnější než Betelgeuze, která je proměnnou hvězdou. Rigel je nejjasnější a nejhmotnější složka – a eponym – hvězdné soustavy nejméně čtyř hvězd, které se pouhým okem jeví jako jediný modrobílý světelný bod. Rigel, hvězda spektrálního typu B8Ia, je podle použitého způsobu měření a předpokladů 61 500 až 363 000krát jasnější než Slunce a 18 až 24krát hmotnější. Jeho poloměr je více než sedmdesátkrát větší než Slunce a jeho povrchová teplota je 12 100 K. Odhaduje se, že úbytek hmotnosti hvězdy kvůli hvězdnému větru je deset milionkrát vyšší než u Slunce. S odhadovaným věkem od sedmi do devíti milionů let Rigel již vyčerpal své vodíkové palivo, expandoval a ochladil se a stal se veleobrem. Očekává se, že ukončí svůj život jako supernova typu II, přičemž neutronová hvězda nebo černá díra se stanou jeho pozůstatkem, v závislosti na počáteční hmotnosti hvězdy. Rigel mírně mění svoji jasnost, jeho zdánlivá hvězdná velikost se pohybuje od 0,05 do 0,18. Je klasifikován jako proměnná hvězda typu Alfa Cygni, je proměnná díky změnám amplitudy a periodicity variací jasnosti, stejně jako se mění její spektrální typ. Jeho vnitřní variabilita je způsobena pulzacemi v nestabilní atmosféře. Rigel je po většinu doby sedmou nejjasnější hvězdou na noční obloze a nejjasnější hvězdou v Orionu, i když ji občas překonává Betelgeuze, jejíž proměnnost se pohybuje ve větším rozsahu. Systém tří hvězd je od Rigelu oddělen na obloze 9,5 obloukovými vteřinami. Mají zdánlivou velikost 6,7, takže mají jen 1/400 jasnosti Rigelu. Dvě hvězdy v systému mohou být pozorovány velkými dalekohledy a jasnější z nich je spektroskopická dvojhvězda. Jsou modrobílými hvězdami hlavní posloupnosti, třikrát až čtyřikrát hmotnější než Slunce. Rigel a trojitý systém hvězd obíhají kolem společného těžiště s oběžnou dobou 24 tisíc let. Vnitřní hvězdy trojitého systému oběhnou kolem sebe každých 10 dní a vnější hvězda obíhá kolem vnitřního páru každých 63 let. Další mnohem slabší hvězda oddělená od Rigelu a ostatních hvězd vzdáleností téměř obloukové minuty může být též součástí této hvězdné soustavy.
Název hvězdy vychází z arabského slova ridžl (noha) – v postavě Oriona, syna Poseidóna, na obloze je umístěna do jeho levé nohy. Z území Česka je nejlépe (spolu s Orionem) vidět od listopadu do března.

## Názvosloví

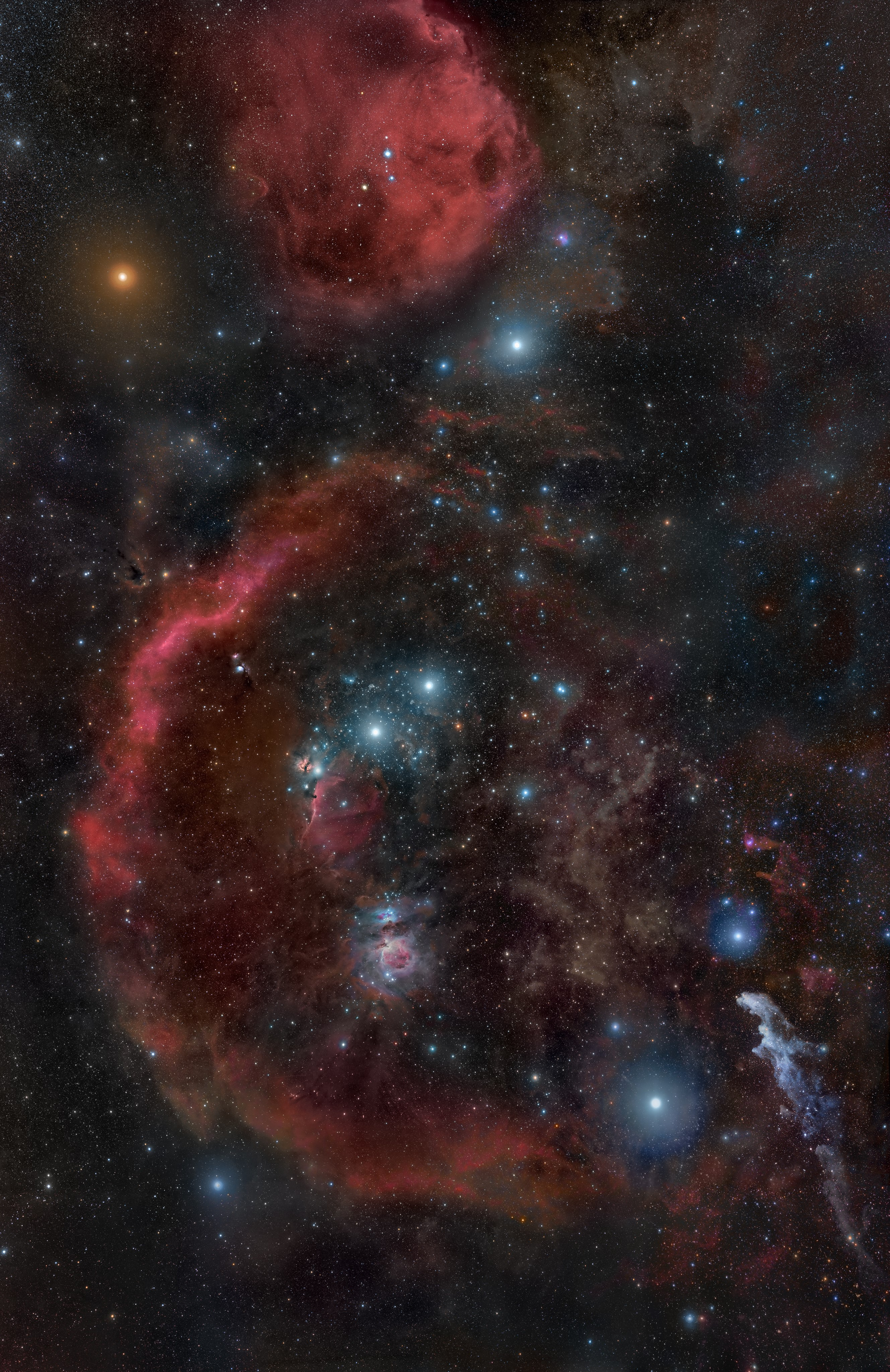
Orion, s Rigelem vpravo dole, na vlnových délkách spektrální čáry H-alfa pro zvýraznění mračen plynu.

V roce 2016 zahrnula Mezinárodní astronomická unie (IAU) název „Rigel“ do katalogu hvězdných jmen IAU. Podle IAU se toto vlastní jméno vztahuje pouze na hlavní složku A systému Rigel. V historických astronomických katalozích je systém uveden různě jako H II 33, Σ 668, β 555 nebo ADS 3823. Pro jednoduchost jsou Rigelovi společníci označováni jako Rigel B, C a D. IAU popisuje taková jména jako „užitečné přezdívky“, které jsou „neoficiální“. V moderních katalozích hvězd je hvězdný systém známý pod názvem WDS 05145-0812 nebo CCDM 05145–0812.
Pojmenování hvězdy jako β Orionis (latinsky Beta Orionis) použil poprvé Johann Bayer v roce 1603. Označení „beta“ běžně dával druhé nejjasnější hvězdě v každém souhvězdí, ale Rigel je po většinu doby jasnější než alfa Orionis (Betelgeuze). Astronom James B. Kaler spekuloval, že Rigel byl označen Bayerem během vzácného období, kdy byl zastíněn proměnnou hvězdou Betelgeuze, což vedlo k tomu, že byla hvězda byla označena jako „alfa“ a Rigel jako „beta“. Bayer přísně neuspořádával hvězdy podle jasnosti, místo toho je seskupoval podle velikosti. Rigel a Betelgeuze byly považovány za členy první třídy hvězd a v souhvězdí Orionu jsou hvězdy každé třídy považovány za uspořádané od severu k jihu.
Rigel je zahrnut do General Catalogue of Variable Stars (GCVS), ale protože již má Bayerovo označení, nemá žádné samostatné označení proměnných hvězd. Rigel má mnoho dalších označení hvězd převzatých z různých katalogů, včetně Flamsteedova označení 19 Orionis (19 Ori), položky v Bright Star Catalog HR 1713 a Henry Draper Catalogue číslo HD 34085. Tato označení se často objevují ve vědecké literatuře, ale v populárních článcích se používají zřídka.

## Pozorování
Rigel je proměnná hvězda, která mění svou jasnost v rozmezí od 0,05 do 0,18. Po většinu času je sedmou nejjasnější hvězdou na noční obloze, s výjimkou Slunce, občas je ale slabší než Betelgeuze. Je slabší než Capella, která je také proměnnou hvězdou. Rigel je mírně modrobílý a má barevný index B-V −0,06. Silně kontrastuje s načervenalým Betelgeuze.
Kulminuje každý rok o půlnoci dne 12. prosince a ve 21 hodin dne 24. ledna, Rigel je vidět za zimních večerů na severní polokouli a v letních večerech na jižní polokouli. Na jižní polokouli je Rigel první jasnou hvězdou Orionu viditelnou při východu souhvězdí. Odpovídajícím způsobem je to také první hvězda Orionu, která zapadá na většině severní polokoule. Hvězda je vrcholem „Zimního šestiúhelníku“, což je asterismus, který zahrnuje dále Aldebaran, Capellu, Pollux, Procyon a Sirius. Rigel je významná rovníková navigační hvězda, je snadno lokalizovatelná a snadno viditelná na všech světových oceánech, výjimkou je oblast na sever od 82. rovnoběžky.

### Spektroskopie
Rigelova spektrální klasifikace je definičním bodem pro klasifikaci posloupnosti veleobrů. Celkové spektrum je typické pro hvězdu pozdní třídy B, se silnými absorpčními čárami Balmerovy série vodíku, neutrálními heliovými čárami a některými těžšími prvky, jako je kyslík, vápník a hořčík. Třída svítivosti pro hvězdy B8 se odhaduje na základě síly a úzkosti spektrálních čar vodíku a Rigel byl zařazen do třídy jasných veleobrů Ia. Variace ve spektru vedly k přiřazení Rigelu do různých spektrálních tříd, například B8 Ia, B8 Iab a B8 Iae.
Již v roce 1888 bylo vidět, že heliocentrická radiální rychlost Rigelu, jak se odhaduje z Dopplerova jevu z jeho spektrálních čar, se mění. Bylo to v té době potvrzeno a interpretováno jako důsledek spektroskopického společníka s oběžnou dobou přibližně 22 dní. Měřením radiální rychlost se od té doby zjistilo, že kolísá přibližně o 10 km/s kolem průměru 21,5 km/s.
V roce 1933 byla čára H-alfa ve spektru Rigelu neobvykle slabá a posunula se o 0,1 nm směrem ke kratším vlnovým délkám a byla vidět úzká emisní špička, posunutá asi o 1,5 nm od hlavní absorpční čáry směrem k delším vlnovým délkám . To se nyní nazývá "profil P Cygni" podle hvězdy, která ve svém spektru tuto vlastnost výrazně vykazuje .Souvisí to se ztrátou hmoty, kdy dochází současně k vyzařování z hustého větru v blízkosti hvězdy a absorpci okolního materiálu expandujícího od hvězdy.
Bylo pozorováno, že neobvyklý profil čáry H-alfa se nepředvídatelně mění. Kolem třetiny času se jedná o normální absorpční čáru. Asi čtvrtinu času jde o dvojitě vyvrcholenou čáru, tj. absorpční čáru s emisním jádrem nebo emisní čáru s absorpčním jádrem. Asi čtvrtinu času má profil P Cygni; po zbytek času mají čáry inverzní profil P Cygni, kde je emisní složka na straně kratších vlnových délek. Zřídka existuje čistá emisní čára H-alfa. Změny profilu čáry jsou interpretovány jako odchylky v množství a rychlosti materiálu vylučovaného z hvězdy. Z toho se usuzovalo na příležitostné výrony s velmi vysokou rychlostí Byly odvozeny příležitostné odtoky velmi vysoké rychlosti a vzácněji na dopadající materiál. Celkový obraz je obraz velkých smyčkových struktur vznikajících z fotosféry a poháněných magnetickými poli.

### Proměnná hvězda

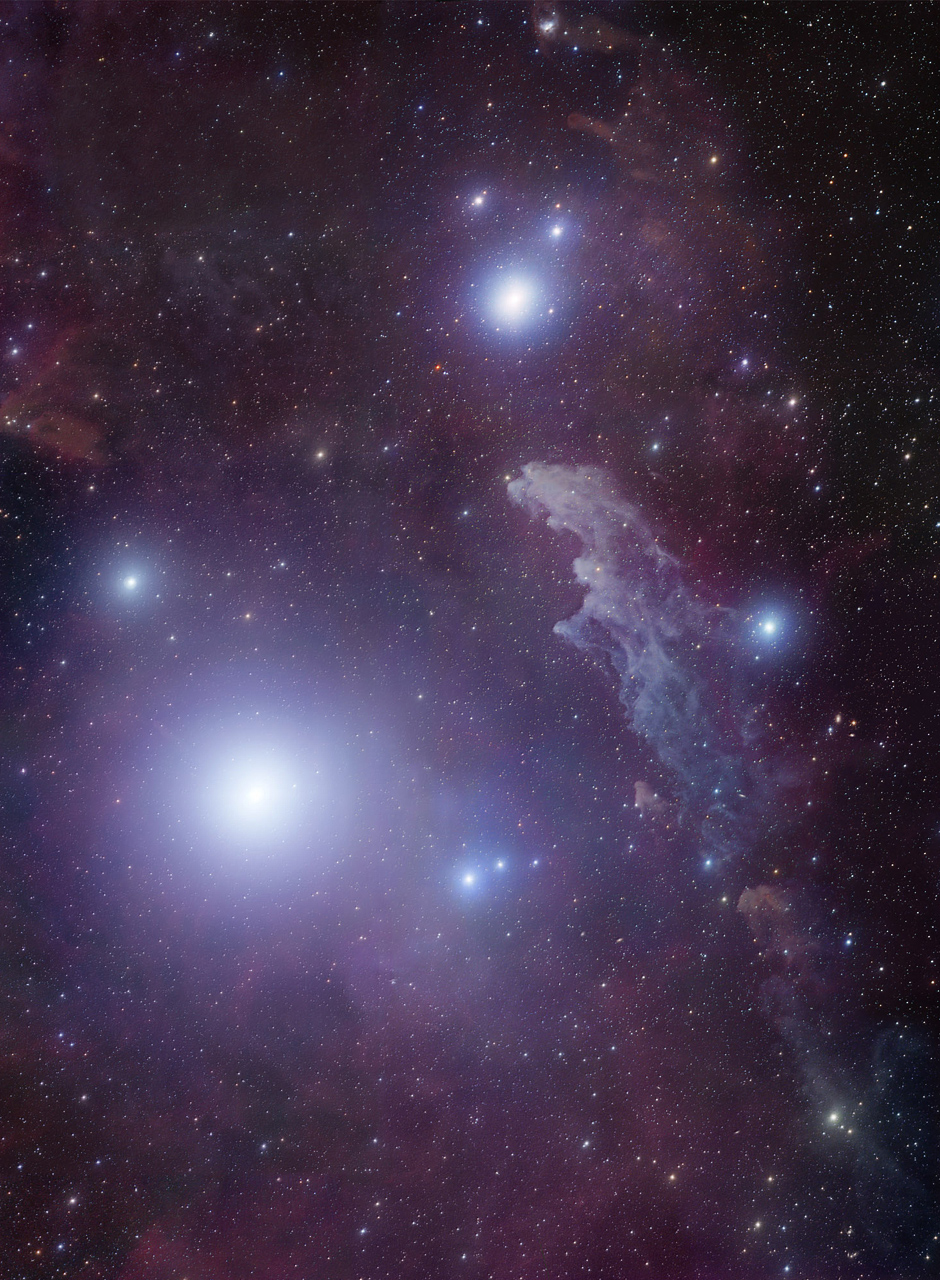
Rigel a reflexní mlhovina IC 2118 v souhvězdí Eridanu. Rigel B není viditelný v záři hlavní hvězdy.

Změny jasnosti Rigelu jsou známy přinejmenším od roku 1930. Malá amplituda této změny vyžaduje spolehlivou fotoelektrickou či CCD fotometrii Tyto variace jasu nemají žádnou zjevnou periodu. Pozorování v 18 nocích v roce 1984 ukázala variace na vlnových délkách červené, modré a žluté až do velikosti 0,13 magnitudy v časových intervalech od několika hodin do několika dnů, ale opět bez jasné periody. Rigelův barevný index se mírně mění, ale opět bez významnější korelace s variacemi jeho jasu.
Z analýzy satelitní fotometrie sondy Hipparcos je Rigel identifikován jako hvězda, která patří do třídy proměnných hvězd typu Alfa Cygni, definované jako „neradiálně pulzující veleobři spektrálních typů Bep – AepIa“. V těchto spektrálních typech „e“ označuje, že ve svém spektru zobrazuje emisní čáry, zatímco „p“ znamená, že má nespecifikovanou spektrální zvláštnost. Proměnné typu Alfa Cygni jsou obecně považovány za nepravidelné hvězdy nebo mají kvaziperiody. Rigel byl přidán do General Catalogue of Variable Stars na seznamu 74. proměnných hvězd na základě Hipparcosovy fotometrie, která vykazovala variace s fotografickou amplitudou 0,039 magnitud a možnou periodou 2,075 dne. Rigel byl v roce 2009 pozorován z kanadského satelitu MOST téměř 28 dní. Byly pozorovány nepatrné změny jasnosti v tisícinách magnitudy a postupné změny toku naznačují přítomnost režimů pulzace s dlouhou periodou.

### Ztráta hmotnosti
Z pozorování proměnné spektrální čáry H-alfa se odhaduje Rigelova ztráta hmotnosti v důsledku hvězdného větru (1,5 ± 0,4)×10−7 slunečních hmot za rok (M☉/ ok) – zhruba desetmilionkrát více než ztrácí hmotnost Slunce. Podrobnější optická a pásmová infračervená spektroskopická pozorování spolu s interferometrií VLT byla prováděna v letech 2006 až 2010. Analýza profilů čar H-alfa a Hγ a měření oblastí produkujících tyto čáry ukazují, že Rigelův hvězdný vítr se velmi liší ve struktuře a síle. Ve větru byly také detekovány struktury smyček a ramen. Výpočty úbytku hmotnosti z linie H-alfa dávají (9,4 ± 0,9)×10−7 M☉/rok v letech 2006–7 a (7,6± ,1)×10−7 M☉/rok v letech 2009–10. Výpočty pomocí čáry H-alfa dávají nižší výsledky, kolem 1,5×10−7 M☉/rok. Konečná rychlost větru je 300 km/s. Odhaduje se, že Rigel od počátku života jako hvězdy z 24±3 M☉ před sedmi až devíti miliony let ztratil asi tři sluneční hmoty (M☉).

## Vzdálenost
Rigelova vzdálenost od Slunce je poněkud nejistá, různé odhady se získávají různými metodami. Nová redukce Rigelovy paralaxy z roku 2007 Hipparcos je 3,78±0,34 mas, což dává vzdálenost 863 světelných let (265 parseků) s chybou asi 9 procent. Rigel B, obvykle považovaný za fyzicky spojený s Rigelem a ve stejné vzdálenosti, má paralaxu Gaia Data Release 22,9 186±0,0761 mas, což naznačuje vzdálenost kolem 1100 světelných let (340 parseků). Měření tohoto objektu však mohou být nespolehlivá.
Rovněž byly použity metody nepřímého odhadu vzdálenosti. Například se předpokládá, že Rigel je v oblasti mlhoviny a jeho záření osvětluje několik mlhovin. Nejvýznamnější z nich je 5 stupňů dlouhá IC 2118 (Mlhovina Čarodějnice), umístěná v úhlové vzdálenosti 2,5 stupně od hvězdy, či skutečná vzdálenost od hvězdy vzdálenost 39 světelných let (12 parseků). Z měření jiných hvězd uložených v mlhovině se vzdálenost IC 2118 odhaduje na 949±7 světelných let (291±2 parseků).
Rigel je odlehlým členem asociace Orion OB1, které se nachází ve vzdálenosti až 1600 světelných let (500 parseků) od Země. Je členem volně definované asociace Taurus-Orion R1, která je o něco blíže 1200 světelných let (360 parseků). Předpokládá se, že Rigel je podstatně blíže než většina členů Orion OB1 a mlhovina v Orionu. Betelgeuze a Saiph leží v podobné vzdálenosti jako Rigel, ačkoli Betelgeuze je uprchlá hvězda se složitou historií a mohla původně vzniknout v hlavní části hvězdné asociace.

## Hvězdný systém
Hvězdný systém, jehož je Rigel součástí, má nejméně čtyři složky. Rigel (někdy nazývaný Rigel A, aby se odlišil od ostatních složek), má vizuálního společníka, což je blízký, pravděpodobně trojhvězdný systém. Další slabší hvězda o širší separaci může být pátou složkou systému.
William Herschel 1. října 1781 jako první identifikoval Rigel jako vizuální dvojhvězdu a katalogizoval jej jako hvězdu 33 ve „druhé třídě dvojhvězd“ ve svém katalogu dvojhvězd, obvykle zkráceně H II 33, nebo jako H 2 33 v Washington Double Star Catalogue. Friedrich Georg Wilhelm von Struve v roce 1822 jako první určil relativní polohu společníka a katalogizoval tento vizuální pár pod označením Σ 668. Sekundární hvězda se obvykle označuje jako Rigel B nebo β Orionis B. Úhlová vzdálenost Rigelu B od Rigelu A je 9,5 úhlové sekundy na jih ve směrovém úhlu 204 stupňů. Při hvězdné velikosti 6,7 není Rigel B nijak zvlášť slabou hvězdou, výrazný rozdíl v jasnosti oproti Rigelu A (asi 6,6 hvězdné velikosti neboli 440krát slabší jasnost) z něj činí náročný cíl pro dalekohledy o průměru menším než 15 cm.
Při odhadované vzdálenosti Rigelu od Země vychází vzdálenost Rigelu B od Rigelu A přes 2200 astronomických jednotek (AU). Od objevu Rigelu B nebyly zaznamenány žádné známky orbitálního pohybu, ačkoli obě hvězdy sdílejí podobný společný vlastní pohyb. Dvojice by měla odhadovanou oběžnou dobu 24 000 let. Gaia Data Release 2 (DR2) uvádí pro Rigel B poněkud nespolehlivou paralaxu, která jej umisťuje do vzdálenosti asi 1100 světelných let (340 parseků), což je více než vzdálenost pro Rigel odvozená z dat Hipparcosu, ale je podobná vzdálenosti asociace Taurus-Orion R1. Paralaxu pro Rigel Gaia DR2 neuvádí. Vlastní pohyb udávaný Gaiou DR2 pro Rigel B a vlastní pohyb udávaný Hipparcosem pro Rigel jsou v obou případech malé, ne však úplně shodné.
V roce 1871 pojal Sherburne Wesley Burnham podezření, že Rigel B je dvojhvězda, a v roce 1878 se mu podařilo rozlišit dvě složky. Tento vizuální společník byl označen jako složka C (Rigel C). Separace od složky B se pohybuje od méně než 0,1“ do přibližně 0,3“. Skvrnová interferometrie v roce 2009 ukázala dvě téměř identické složky vzdálené 0,124 ″,s vizuálními velikostmi 7,5, respektive 7,6. Jejich odhadovaná oběžná doba je 63 let. Burnham zaznamenal Rigelův vícenásobný systém ve svém katalogu dvojhvězd pod označením β 555, respektive BU 555 v pozdějších verzích katalogu.
Složka B je spektroskopická dvojhvězda. V rámci jediného spektra zde lze jasně identifikovat dvě sady spektrálních čar. Periodické změny pozorované v relativních polohách těchto linií naznačují oběžnou dobu 9,86 dne. Složky Rigel Ba a Rigel Bb nelze rozlišit v optických dalekohledech, ale je známo, že obě jsou horkými hvězdami spektrálního typu kolem B9. Tato spektroskopická dvojhvězda spolu s blízkou vizuální složkou Rigel C je pravděpodobně fyzický trojhvězdný systém, ačkoli Rigel C nelze ve spektru detekovat, což je v rozporu s jeho pozorovanou jasností.
V roce 1878 Burnham objevil další možná přidruženou hvězdu přibližně 13. velikosti. Uvedl ji jako složku D systému β 555, i když není jasné, zda má fyzickou vazbu na systém Rigelu nebo se pouze nachází ve stejném hvězdném poli. Separace od Rigelu v roce 2017 činila 44,5 palce, téměř přímo na sever ve směrovém úhlu 1 stupeň. Gaia DR2 eviduje Rigel D jako hvězdu 12. velikosti podobnou Slunci přibližně ve stejné vzdálenosti jako Rigel. Pokud by tato hvězda pravděpodobně hlavní posloupnosti typu K byla součástí systému Rigel, měla by oběžnou dobu kolem 250 000 let.
Na základě pozorovaných změn radiální rychlosti byl předpokládán spektroskopický společník Rigelu A a dokonce byla vypočítána jeho oběžná dráha, následné práce však naznačují, že hvězda neexistuje a že pozorované pulzace jsou vlastní samotnému Rigelu A.

## Fyzikální charakteristika

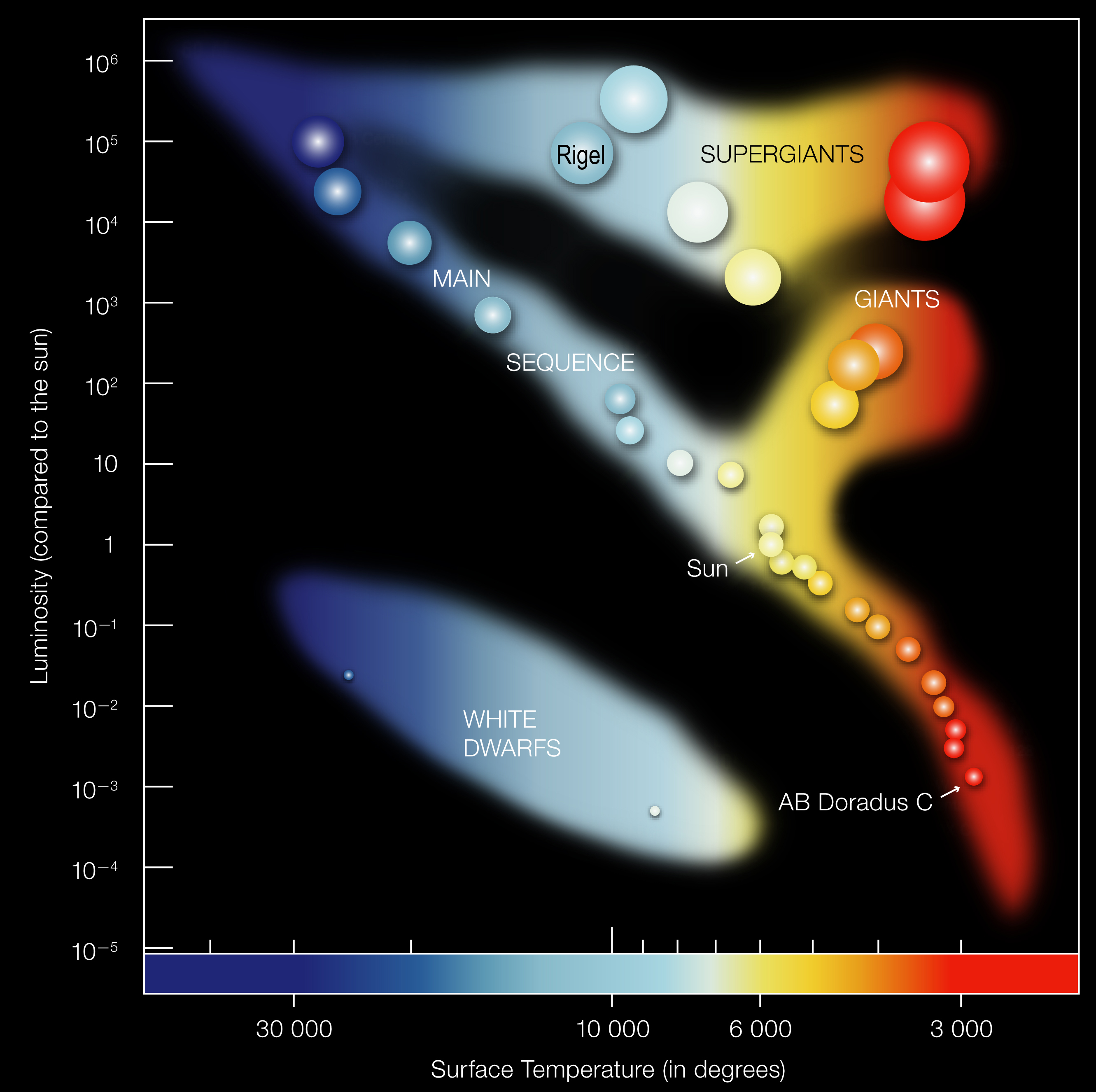
Poloha Rigelu v Hertzprungově-Russelově diagramu.

Rigel je modrý veleobr – hvězda, která již vyčerpala vodíkové palivo ve svém jádru, expandovala a na povrchu se ochladila, když se vzdalovala od hlavní posloupnosti přes horní část Hertzsprungova–Russellova diagramu. V hlavní posloupnosti se efektivní teplota Rigelu pohybovala kolem 30 000 K. Rigelova komplexní variabilita na vizuálních vlnových délkách je způsobena hvězdnými pulzacemi podobnými pulzacím Denebu. Další pozorování změn radiální rychlosti naznačují, že současně osciluje v nejméně 19 neradiálních režimech s periodami v rozmezí přibližně 1,2 až 74 dní.
Odhad mnoha fyzikálních charakteristik modrých veleobrů včetně Rigelu je náročný kvůli jejich vzácnosti a nejistotě o tom, jak daleko jsou od Slunce. Jejich vlastnosti jsou tedy odhadovány hlavně z teoretických hvězdných evolučních modelů. Efektivní teplotu Rigelu lze odhadnout podle spektrálního typu a barvy přibližně na 12 100 K. Hmotnost 21±3 M☉ ve věku 8±1  milionu let byla odhadnuta porovnáním evolučních záznamů, zatímco atmosférické modely vycházející ze spektra dávají hmotnost 24±8 M☉.
Ačkoli je Rigel často považován za nejzářivější hvězdu do vzdálenosti 1000 světelných let od Slunce, je jeho energetický výdej jen málo známý. Při použití vzdálenosti, kterou změřila sonda Hipparcos – 860 světelných let (264 parseků) – vychází odhadovaná relativní zářivost pro Rigel asi 120 000krát větší než u Slunce (L☉), ale další nedávno publikovaná vzdálenost 1170±130 světelných let (360±40 parseků) naznačuje ještě vyšší zářivost 219 000 L☉. Jiné výpočty založené na teoretických hvězdných evolučních modelech atmosféry Rigelu dávají zářivost kdekoli mezi 83 000 L☉ a 363 000 L☉, zatímco součet distribuce spektrální energie z historické fotometrie s Hipparcosovou vzdáleností naznačuje relativně nižší zářivost 61 515±11 486 L☉.
Studie z roku 2018 změřila s využitím optického interferometru Navy Precision Optical Interferometer úhlový průměr Rigelu na 2,526 mas. Po korekci kvůli efektu okrajového ztemnění vychází úhlový průměr 2,606 ± 0,009 mas, což odpovídá poloměru 74,1 +6,1
−7,3  R☉. Starší měření úhlového průměru udávalo 2,75 ± 0,01 mas, což odpovídá poloměru 78,9 R☉ při 264 pc. Tyto poloměry vychází za předpokladu Hipparcosovy vzdálenosti 264 pc; přijetí vzdálenosti 360 pc vede k podstatně větší velikosti.
Vzhledem k jejich vzájemné blízkosti a nejednoznačnosti spektra je známo jen málo o vlastnostech členů trojitého systému Rigel BC. Všechny tři hvězdy se zdají být horkými hvězdami hlavní posloupnosti spektrálního typu B, které jsou třikrát až čtyřikrát hmotnější než Slunce.

## Evoluce
Modely evoluce hvězd naznačují, že pulzace Rigelu jsou poháněny jadernými reakcemi v plášti hvězdy spalujícím vodík, který je alespoň částečně nekonvektivní. Tyto pulzace jsou silnější a četnější ve hvězdách, které prošly fází červeného veleobra a poté opět zvýšily teplotu, aby se znovu staly modrým veleobrem. Příčinou tohoto procesu je snížení hmotnosti a zvýšené množství fúzních produktů na povrchu hvězdy.
V Rigelu pravděpodobně probíhá fúze hélia v jádru hvězdy. Vzhledem k silné konvekci helia produkovaného v jádru, zatímco Rigel byl v hlavní posloupnosti, a v plášti spalujícím vodík poté, co se stal veleobrem, se podíl helia na povrchu zvýšil z 26,6 procent v době, kdy se hvězda vytvořila, na nynějších 32 procent. Povrchové zastoupení uhlíku, dusíku a kyslíku pozorovatelné ve spektru je kompatibilní s postčerveným veleobrem pouze za předpokladu, že jsou vnitřní konvektivní zóny modelovány podle Ledouxova kritéria, tj. jde o chemicky nehomogenní prostředí.
Očekává se, že Rigel nakonec ukončí svůj hvězdný život jako supernova typu II. Je to jeden ze Zemi nejbližších známých potenciálních předků supernov a dá se očekávat, že vzniklá supernova bude mít maximální zdánlivou hvězdnou velikost kolem −11 (přibližně stejná jasnost jakou má Měsíc v první či poslední čtvrti a 300krát vyšší jasnost, než které kdy dosáhne Venuše). Supernova po sobě zanechá buď černou díru, nebo neutronovou hvězdu.

## Etymologie a kulturní význam

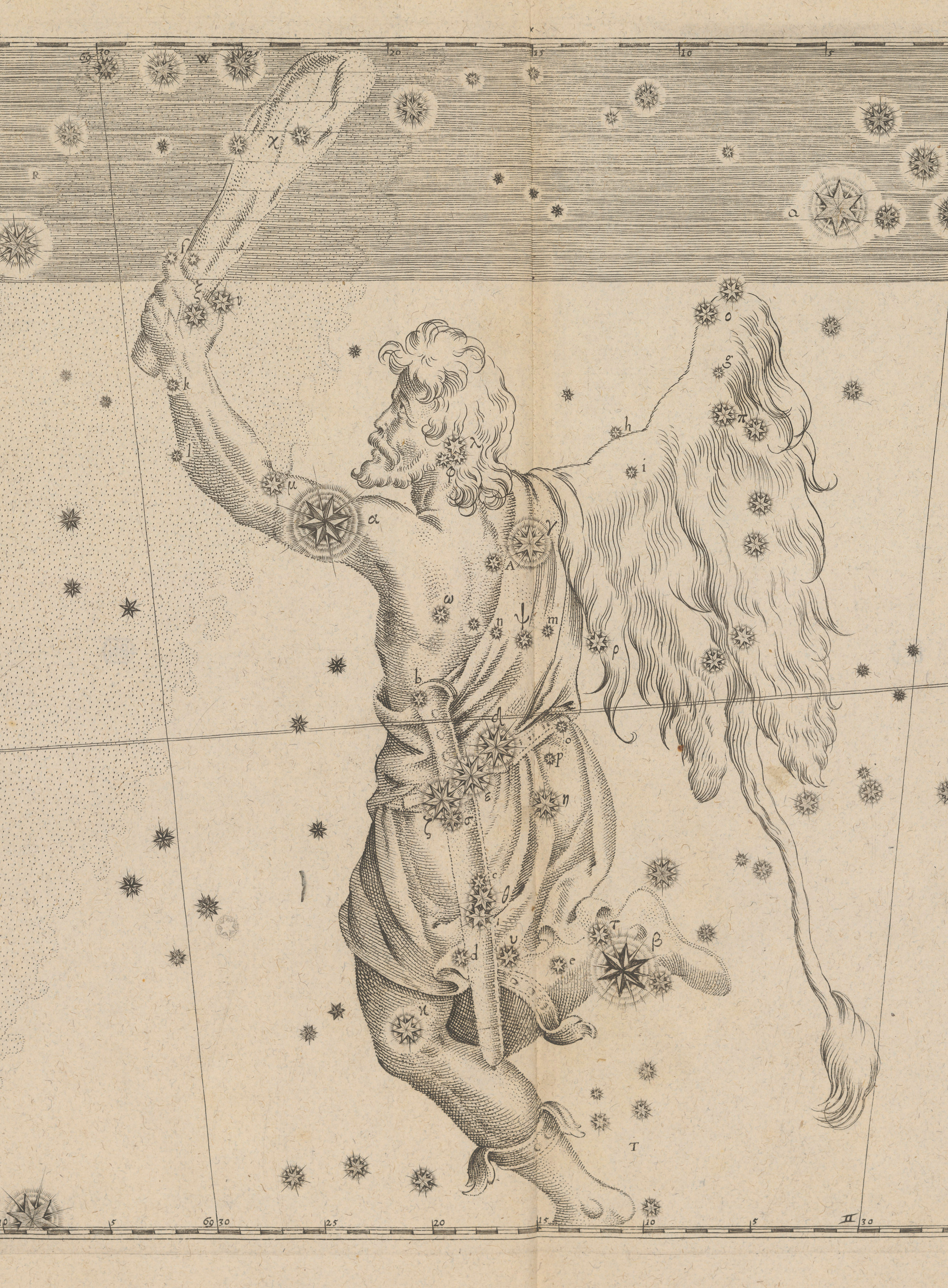
Orion na mapě v atlasu Uranometria.

Nejstarší písemný záznam zmiňující jméno „Rigel“ jsou Alfonsinské astronomické tabulky z roku 1521. Název je odvozen z arabského jména hvězdy Rijl Jauzah al Yusrā, „levá noha Jauzaha“ (tj. Rijl znamená „levá noha“), které je poprvé doloženo v 10. století. „Jauzah“ bylo arabské jméno pro Oriona. Alternativní arabské jméno hvězdy bylo رجل الجبار rijl al-jabbār, „noha velkého“, odtud pramení zřídka používané variantní názvy Algebar nebo Elgebar. Alfonsinské tabulky uvádějí jména Rigel a Algebar s poznámkou et dicitur Algebar. Nominatur etiam Rigel ("…a je nazývána Algebar. Též se jí říká Rigel"). Mezi alternativní způsoby zápisu ze 17. století patří Regel u italského astronoma Giovanni Battisty Riccioliho, Riglon u německého astronoma Wilhelma Schickarda a Rigel Algeuze nebo Algibbar u anglického učence Edmunda Chilmeada.
V souhvězdí, které představuje řeckého mytologického lovce Oriona, symbolizuje Rigel koleno, případně chodidlo jeho nohy; nedaleká hvězda Beta Eridani je Orionova podnožka. Rigel je pravděpodobně hvězda známá jako „Aurvandillův palec“ (myšleno palec u nohy) v severské mytologii. V Karibiku představoval Rigel useknutou nohu folklórní postavy Trois Rois (Tři králové), kterou představovaly tři hvězdy Orionova pásu. Noha byla uťata šavlí dívky Bįhi (Sirius). Lakandonové z jižního Mexika jej znali jako Tunsel („malý datel“).
Rigel byl znám jako Yerrerdet-kurrk u aboridžinského kmene Wotjobaluk z jihovýchodní Austrálie a představoval tchyni lovce Totyerguila (Altair). Vzdálenost mezi nimi symbolizovala tabu bránící muži v přístupu k jeho tchyni. Boorongové ze severozápadní Victorie Rigel nazývali Collowgullouric Warepil. Wardamanové v severní Austrálii znají Rigel jako rudého klokaního vůdce jménem Unumburrgu a hlavního dirigenta pěveckých obřadů konaných když je Orion vysoko na obloze. Řeka v podobě souhvězdí Eridanus je linie na obloze, která k němu vede, a další hvězdy Orionu jsou jeho obřadními nástroji a doprovodem. Betelgeuze je Ya-jungin „Mžikající oči sovy“, která obřad sleduje.
Maorové z Nového Zélandu Rigel nazývali Puanga podle dívky, která byla údajně dcerou Rehua (Antares), vládce hvězd. Heliaktický východ Rigelu předznamenává objevení se Matariki (Plejád) na ranní obloze a koncem května nebo začátkem června označuje maorský Nový rok. Obyvatelé Chathamských ostrovů stejně jako některé maorské skupiny na Novém Zélandu stanovují začátek svého nového roku spíše podle Rigelu než podle Plejád. Puaka je varianta názvu používaná na Jižním ostrově.
V Japonsku si klan Minamoto neboli Gendži zvolil Rigel a jeho bílou barvu za svůj symbol, a pojmenoval hvězdu Gendži-boši (源氏 星), zatímco klan Taira neboli Heike si vybral Betelgeuze a její červenou barvu. Obě mocné rodiny bojovaly proti sobě ve válce Genpei (1180–1185) a hvězdy byly vnímány jako protivníci stojící proti sobě a oddělení pouze třemi hvězdami Orionova pásu.

## V moderní kultuře
MS Rigel byla původně norská loď postavená v Kodani v roce 1924. Během druhé světové války byla zabavena Němci, používána k přepravě válečných zajatců a potopena v roce 1944. Dvě lodě amerického námořnictva nesly jméno USS Rigel. SSM-N-6 Rigel byl program řízených střel amerického námořnictva, který byl zrušen v roce 1953 ukončením vývoje.
Rigel Skerries je řetězec malých ostrovů v Antarktidě, přejmenovaných z původního názvu Utskjera. Dostal své současné jméno proto, že Rigel byl používán k astronavigaci v dané oblasti. Hora Mount Rigel o nadmořské výšce 1910 metrů se nachází také v Antarktidě.
Díky své jasnosti a rozpoznatelnému názvu je Rigel také oblíbenou hvězdou v science fiction. Smyšlené vyobrazení Rigelu se vyskytuje ve Star Treku, v Stopařově průvodci po Galaxii a v mnoha dalších knihách, filmech a hrách.